# Petrus de Jode (rézmetsző, 1604–1674)
Petrus de Jode (Antwerpen, 1604. november 22. – Antwerpen, 1674) flamand rézmetsző és kiadó.

## Élete
Az ifjabb Cornelis Galle mellett a 17. század közepének két leghíresebb rézmetszője közé tartozott. Apja, idősebb Petrus de Jode tanítványa volt. 1628–ban vagy 1629-ben vették fel az antwerpeni Szt. Lukács céhbe. 1631-32-ben apjával Párizsban tartózkodott. Tanítványa volt Mattheus Borrekens, valamint fia, Arnold de Jode. 1667-ben Brüsszelben működött. Angliában valószínűleg gyakran meglátogatta fiát, Arnoldot.